# Randall Cunningham
Randall Wade Cunningham (Santa Barbara, 27 marzo 1963) è un ex giocatore di football americano statunitense che ha giocato nel ruolo di quarterback nella National Football League (NFL). 
Dopo aver giocato a football al college alla University of Nevada, Las Vegas, fu scelto nel secondo giro del Draft NFL 1985 dai Philadelphia Eagles, coi quali rimase fino alla stagione 1995. Dopo quella stagione annunciò il suo ritiro, diventando un analista per TNT nel 1996. L'anno successivo però tornò a giocare, prima coi Minnesota Vikings (1997–1999), poi coi Dallas Cowboys (2000) e infine coi Baltimore Ravens (2001). Cunningham rifirmò con i Philadelphia Eagles per ritirarsi come membro della squadra nel 2002. In carriera vinse il Bert Bell Award per tre volte.

## Carriera professionistica

### Philadelphia Eagles
Cunningham fu la scelta del secondo giro degli Eagles nel Draft 1985. Quell'anno fu cercato anche dai Tampa Bay Bandits della United States Football League. Il proprietario degli Eagles Norman Braman rifiutò di negoziare con Cunningham se avesse accettato l'offerta dei Bandits. Alla fine, la  USFL fallì, ponendo così fine al problema. Nella sua stagione da rookie giocò raramente come riserva del veterano Ron Jaworski ma destò una grande impressione per le sue notevoli capacità di corsa, malgrado avesse completato solo il 34 per cento dei suoi passaggi e lanciato un solo passaggio da touchdown contro otto intercetti. Nel 1986, il nuovo capo-allenatore Buddy Ryan arrivò a Philadelphia portando grandi cambiamenti, molti dei quali non ortodossi. Nel ruolo di quarterback, Ryan scelse il trentacinquenne Ron Jaworski come titolare ma lo sostituì con Cunningham nelle situazioni di terzo down che richiedevano lunghi passaggi, dove anche grazie alle sue doti sulle corse (scrambling), Randall poteva mettere in difficoltà le difese avversarie. Dopo un infortunio alla mano di Jaworski nella settimana 10, Cunningham lo sostituì come titolare degli Eagles. A Cunningham fu affidato il ruolo di titolare indiscusso della squadra a partire dalla stagione 1987. Cunningham raggiunse lo stato di giocatore di prima grandezza nel 1988, quando lanciò 407 yard durante una gara di playoff soprannominata "Fog Bowl" (partita nella nebbia) contro i Chicago Bears.
Nel 1989, Cunningham, che aveva giocato anche come punter a UNLV, calciò un punt per 91 yard contro i New York Giants il 3 dicembre, il più lungo nella storia degli Eagles e il quarto più lungo di sempre. Nella sua carriera calciò 20 punt, a una media di 44,7 yard l'uno.
In una gara del 1990 contro i Buffalo Bills, Cunningham, lanciando dalla sua end zone, fu sul punto di subire un sack da Bruce Smith dal suo lato cieco. Cunningham invece lo evitò e lanciò un passaggio da 60 yard per il wide receiver Fred Barnett, risultando in un touchdown da 95 yard. Quello stesso anno, Cunningham terminò con 942 yard corse, il terzo risultato di sempre per un quarterback e la decima prestazione stagionale della lega.
Nel 1991, la stagione di Cunningham subì un brusco arresto quando subì un tackle da Bryce Paup dei Green Bay Packers rompendosi il legamento crociato anteriore nella prima gara della stagione. Tornò con gli Eagles completamente ristabilito la stagione successiva e guidò la squadra alla prima vittoria nei playoff negli ultimi dodici anni. Tuttavia, risultò evidente che l'infortunio subito gli aveva tolto buona parte della sua rapidità e del suo atletismo. Le stagioni 1993 e 1994 furono costellati da una serie di fastidiosi infortuni e alla fine fu messo in panchina in favore del veterano Rodney Peete. Non sentendosi più apprezzato dai tifosi e dalla dirigenza degli Eagles e insoddisfatto del suo ruolo di riserva, Cunningham si ritirò dal football dopo la stagione 1995.

### Minnesota Vikings
Cunningham si unì ai Vikings nel 1997 dopo essere stato lontano dal football per tutto il 1996. Lì si riunì con l'ex wide receiver degli Eagles Cris Carter. Nel suo primo anno coi Vikings lanciò due passaggi da touchdown nel finale di gara superando i New York Giants nel turno delle wild card dei playoff dal Giants Stadium, 23-22. Nel turno successivo i Vikings uscirono però sconfitti contro Steve Young e i San Francisco 49ers.
Cunningham giocò la miglior stagione della sua carriera a Minnesota nel 1998 quando guidò i Vikings a un record di 15–1 nella stagione regolare, con 34 passaggi da touchdown e 10 soli intercetti. Cunningham poté contare su un attacco di primo livello che comprendeva Cris Carter, lo strepitoso rookie Randy Moss e Jake Reed come wide receiver e Robert Smith come running back. Cunningham guidò la lega con un 106,0 di passer rating mentre i Vikings  fecero registrare l'allora record NFL segnando 556 punti nella stagione regolare. Cunningham descrisse la vittoria dei Vikings nel Monday Night Football per 37–24 sui Green Bay Packers "la miglior gara della mia carriera". Cunningham lanciò 442 yard e 4 touchdown in una gara dove Brett Favre, per la prima volta in carriera, fu messo in panchina alla fine del primo tempo. Alla fine, i Vikings col miglior record della lega si fermarono a un passo dal Super Bowl, perdendo contro gli sfavoritissimi Atlanta Falcons nella finale della NFC.
Nella prima parte della stagione 1999, dopo aver lanciato 9 intercetti nelle prime 6 gare, Cunningham fu ancora messo in panchina in favore di Jeff George. Dopo che la squadra annunciò che il quarterback al secondo anno Daunte Culpepper sarebbe partito come titolare nella stagione 2000, Cunningham fu svincolato.

### Dallas Cowboys
Poco prima dell'inizio della stagione 2000, Cunningham firmò coi Dallas Cowboys per fare da riserva a Troy Aikman. Dopo una serie di commozioni cerebrali che posero fine alla stagione di Aikman, e alla fine anche alla sua carriera, Cunningham tornò ancora una volta il quarterback titolare. Malgrado un record di 1-2 come titolare, egli mise a referto dei numeri rispettabili (849 yard passate con 6 touchdown e 4 intercetti). Degna di nota fu la gara del suo ritorno a Philadelphia. Cunningham partì come titolare e duellò col nuovo quarterback degli Eagles, Donovan McNabb. La gara fu decisa ai tempi supplementari, con gli Eagles che calciarono il field goal della vittoria per 16–13. Cunningham ricevette un'accoglienza variegata nel suo ritorno a Philadelphia, divisa tra ovazioni e insulti. Una stagione sotto la media con un record di 5–11 portò i Cowboys ad effettuare drastici cambiamenti nel roster, e Cunningham fu uno di questi. Fu svincolato dopo la stagione 2000, optando per firmare coi Baltimore Ravens.

### Baltimore Ravens
Cunningham giocò come riserva di Elvis Grbac nel 2001, vincendo le uniche due gare come titolare a Baltimore, ritirandosi alla fine della stagione.
Nelle sue due ultime dieci stagioni nella NFL, Cunningham giocò solo 80 gare, ma terminò la sua carriera di 16 anni completando 2.429 dei suoi 4.289 passaggi tentati per 29.997 yard, 207 touchdown e 134 intercetti. Subì 484 sack, terzo di tutti i tempi dietro John Elway, secondo con 516 sack, e Brett Favre primo con 525 sack. Cunningham corse anche 4,928 yard su 775 tentativi e segnò 35 touchdown. Si ritirò nel 2001 come leader di tutti i tempi per yard corse corse da un quarterback (un record superato nel 2011 da Michael Vick), e alla pari al quarto posto con Steve Grogan per touchdowns segnati su corsa da un QB. Cunningham inoltre registrò una media di 30,6 yard corse a partita, la seconda di tutti i tempi per un quarterback, dietro Michael Vick.

## Palmarès
- MVP del Pro Bowl: 1

1988
- Convocazioni al Pro Bowl: 4

1988, 1989, 1990, 1998
- First-team All-Pro: 2

1990, 1998
- Second-team All-Pro: 2

1988, 1992
- MVP della NFL secondo la Pro Football Writers Association - 1990
- Bert Bell Award: 3

1988, 1990, 1998
- Comeback Player of the Year: 1

1992
- Eagles Hall of Fame

## Statistiche
| Yard lanciate     | 29.979 |
| Touchdown         | 207    |
| Intercetti subiti | 137    |
| Passer rating     | 81,5   |